# Кигач (Атырауская область)
Кигач (каз. Қиғаш) — село в Курмангазинском районе Атырауской области Казахстана. Административный центр Кигашского сельского округа. Находится примерно в 39 км к западу от села Ганюшкино. Код КАТО — 234656100.
Село расположено на границе с Россией.
Рядом расположена железнодорожная станция Дины Нурпеисовой.

## Население
В 1999 году население села составляло 396 человек (214 мужчин и 182 женщины). По данным переписи 2009 года, в селе проживали 604 человека (308 мужчин и 296 женщин).